# Alamo Bowl 2017
Match précédent Match suivant
L'Alamo Bowl 2017 est un match de football américain de niveau universitaire joué après la saison régulière de 2017, le 28 décembre 2017 au Alamodome de San Antonio dans l'état du Texas aux États-Unis.
Il s'agit de la 25e édition de l'Alamo Bowl.
Le match met en présence les équipes des Cardinal de Stanford issus de la Pacific-12 Conference et des Horned Frogs de TCU issus de la Big 12 Conference.
Il débute à 20 heures locales et est retransmis en télévision sur ESPN.
Sponsorisé par la société Valero Energy, le match est officiellement dénommé le Valero Alamo Bowl 2017.
TCU gagne le match sur le score de 39 à 37.

## Présentation du match
| Équipes                                                                                     | Conférences | Entraîneurs         | Stats. saison rég. | Classements avant le bowl CFP-AP-Coaches |
| ------------------------------------------------------------------------------------------- | ----------- | ------------------- | ------------------ | ---------------------------------------- |
| Stanford                                                                                    | Pac-12      | David Shaw (en)     | 9 - 4              | #13 - #15 - #16                          |
| TCU                                                                                         | Big 12      | Gary Patterson (en) | 11 - 2             | #15 - #13 - #13                          |
| Arbitre : Ken Williamson (SEC) Équipe donnée favorite par les bookmakers : TCU par 3 points |             |                     |                    |                                          |

Il s'agit de la 3e rencontre entre ces deux équipes :
- Victoire 38 à 36 de TCU, le 13 octobre 2007 ;
- Victoire 31 à 14 de TCU, le 13 septembre 2008.

### Cardinal de Stanford
Avec un bilan global en saison régulière de 9 victoires et 4 défaites, Stanford est éligible et accepte l'invitation pour participer à l'Alamo Bowl de 2017.
Ils terminent 1er de la North Division de la Pacific-12 Conference avec un bilan en division de 7 victoires et 2 défaites.
À l'issue de la saison 2017 (bowl non compris), ils seront classés # 13 aux classements CFP, # 15 au classement AP et # 16 au classement Coaches.
À l'issue de la saison 2017 (bowl compris), ils seront classés # 20 au classement AP et # 19 au classement Coaches, le classement CFP n'étant pas republié après les bowls.
Il s'agit de leur toute 1re apparition à l'Alamo Bowl.

### Horned Frogs de TCU
Avec un bilan global en saison régulière de 11 victoires et 2 défaites, TCU est éligible et accepte l'invitation pour participer à l'Alamo Bowl de 2017.
Ils terminent 2e de la Big 12 Conference derrière no 3 Oklahoma, avec un bilan en division de 7 victoires et 2 défaites.
À l'issue de la saison 2017 (bowl non compris), ils seront classés # 15 aux classements CFP et # 13 aux classements AP et Coaches.
À l'issue de la saison 2017 (bowl compris), ils seront classés # 9 aux classements AP et Coaches, le classement CFP n'étant pas republié après les bowls.
Il s'agit de leur 2e participation à l'Alamo Bowl (victoire 47 à 41 après prolongation le 2 janvier 2016 contre les Ducks de l'Oregon).

## Résumé du match
Début du match à 20 h 05, fin à 23 h 30 pour une durée totale de jeu de 3 h 25 min.
Températures de 22 °C joué dans un stade fermé.
| QT          | Temps       | Drive       | Drive       | Drive       | Équipe      | Description de l'action | Score | Score |
| QT          | Temps       | Jeux        | Yards       | TDP         | Équipe      | Description de l'action | STA   | TCU   |
| ----------- | ----------- | ----------- | ----------- | ----------- | ----------- | --- | ----- | ----- |
| 1           | 08:42       | 3           | 23          | 01:26       | STA         | TD à la suite d'une course de 15 yards par RB Love, Bryce + 1 extra-point par K Toner, Jet | 7     | 0     |
| 1           | 06:01       | 8           | 58          | 02;41       | TCU         | FG de 38 yards par K Bunce, Cole | 7     | 7     |
| 1           | 01:51       | 7           | 70          | 04:10       | STA         | TD de 18 yards par Arcega-Whiteside, J.J. à la suite d'une réception d'une passe par QB Costello, K. J. + 1 extra-point par K. Toner, Jet                                                         | 14    | 3     |
| 2           | 07:24       | 11          | 53          | 06:06       | STA         | TD de 14 yards par Arceca-Whiteside, J.J. à la suite d'une réception d'une passe par QB Costello, K + 1 extra-point par K. Toner, Jet                                                             | 21    | 3     |
| 2           | 03:06       | 9           | 76          | 04:18       | TCU         | TD à la suite d'une course de 6 yards par QB Hill, Kenny + 1 extra-point par K. Bunce, Cole | 21    | 10    |
| 3           | 11:11       | 9           | 75          | 03:49       | TCU         | TD de 27 yards par QB Hill, Kenny à la suite d'une réception d'une passe de WR White, Desmon mais la tentative d'extra-point par K. Bunce, Cole échoue                                            | 21    | 16    |
| 3           | 09:01       | 4           | 79          | 02:10       | STA         | TD à la suite d'une course de 69 yards par RB Love, Bryce + 1 extra-point par K. Toner, Jet | 28    | 16    |
| 3           | 05:51       | 9           | 75          | 03:10       | TCU         | TD de 11 yards par WR White, Desmon à la suite d'une réception d'une passe par QB Hill, Kenny + 1 extra-point par K. Bunce, Cole                                                                  | 28    | 23    |
| 3           | 02:09       | 7           | 64          | 03:42       | STA         | FG de 27 yards par K. Toner, Jet | 31    | 23    |
| 4           | 14:34       | 1           | 93          | 00:11       | TCU         | TD de 93 yards par WR Reagor, Jalen à la suite d'une réception d'une passe par QB Hill, Kenny mais la tentative de conversion à 2 points par une passe de QB Hill, Kenny échoue                   | 31    | 29    |
| 4           | 11:49       | -           | -           | -           | TCU         | TD à la suite d'un retour de punt sur 76 yards par WR White, Desmon + 1 extra-point par K. Bunce, Cole                                                                                            | 31    | 36    |
| 4           | 06:42       | 10          | 76          | 05:07       | STA         | TD de 4 yards par Arceca.-Whiteside, J.J. à la suite d'une réception d'une passe par QB Costello, K. J. mais la tentative de conversion à 2 extra-point par une passe de QB Costello, K.J. échoue | 37    | 36    |
| 4           | 03:07       | 9           | 59          | 03:35       | TCU         | FG de 33 yards par K. Bunce, Cole | 37    | 39    |
| Score final | Score final | Score final | Score final | Score final | Score final | Score final | 37    | 39    |

## Statistiques
| Meilleurs joueurs (MVPs) |               |        |                     |
| Système                  | Nom           | Équipe | Poste               |
| Attaque                  | Kenny Hill    | QB     | Horned Frogs de TCU |
| Défense                  | Travin Howard | LB     | Horned Frogs de TCU |

| Statistiques par équipe                |                                                       |                                                       |
| Statistiques                           | STA                                                   | TCU                                                   |
| 1er down                               | 17                                                    | 21                                                    |
| 1er down à la course                   | 9                                                     | 8                                                     |
| 1er down à la passe                    | 8                                                     | 13                                                    |
| 1er down suite pénalité                | 0                                                     | 0                                                     |
| Conversion de 3e down                  | 8/16                                                  | 5/13                                                  |
| Conversion de 4e down                  | 1/1                                                   | 0/2                                                   |
| Jeux–yards                             | 61 jeux pour 369 yards                                | 67 jeux pour 488 yards                                |
| Yards à la course                      | 34 courses pour 157 yards moyenne de 4,6 yards/course | 26 courses pour 147 yards moyenne de 5,7 yards/course |
| Yards à la passe                       | 212                                                   | 341                                                   |
| Passes : Réussies-Tentées-Interceptées | 15/27 passes complétées, 2 interceptions              | 28/41 passes complétées, 2 interceptions              |
| Réussite en zone rouge/chances         | 5/5                                                   | 4/4                                                   |
| TD                                     | 5                                                     | 4                                                     |
| Field Goals                            | 1/2                                                   | 2/2                                                   |
| Sacks (Nombre-Yards)                   | 0                                                     | 1 pour 7 yards adverses perdus                        |
| Fumbles (Nombre/Perdus)                | 1/0                                                   | 1:1                                                   |
| Pénalités (Nombre/Yards perdus)        | 3 pour 15 yards perdus                                | 1 pour 4 yards perdus                                 |
| Temps de possession                    | 33:03                                                 | 26:57                                                 |

| Statistiques individuelles |                        |                                                                           |
| Quaterbacks                |                        |                                                                           |
| STA                        | Costello, K. J.        | 15:27 passes complétées, 212 yards, 2 interceptions, 3 TDs, 1 sack subi   |
| TCU                        | Hill, Kenny            | 27/40 passes complétées, 314 yards, 2 interceptions, 2 TDs, 0 sack subi   |
| Meilleurs coureurs         |                        |                                                                           |
| STA                        | Love, Bryce            | 26 courses pour 145 yards nets gagnés, 2 TDs, moyenne de 5,6 yards/course |
| TCU                        | Hill, Kenny            | 9 courses pour 60 yards nets gagnés, 1 TD, moyenne de 6,7 yards/course    |
| Meilleurs receveurs        |                        |                                                                           |
| STA                        | Arceca-Whiteside, J.J. | 5 réceptions pour 61 yards gagnés, 3 TDs                                  |
| TCU                        | Hicks, Kyle            | 8 réceptions pour 25 yards gagnés, 0 TD                                   |
| Meilleurs tacleurs         |                        |                                                                           |
| STA                        | Edwards, Ben           | 7 tacles dont 6 en solo                                                   |
| TCU                        | Howard, Travin         | 10 tacles dont 4 en solo, 1 Hit QB                                        |